# اچ‌ام‌وای بریتانیا
اچ‌ام‌وای بریتانیا (به انگلیسی: HMY Britannia) یک کشتی است که طول آن ۴۱۲ فوت (۱۲۶ متر) و ارتفاع آن ۱۲۳ فوت (۳۷ متر) می‌باشد. این کشتی در سال ۱۹۵۳ ساخته شد.